# Fűrészeslevelű hortenzia
A fűrészeslevelű hortenzia (Hydrangea serrata) a somvirágúak (Cornales) rendjébe tartozó hortenzia (Hydrangea) nemzetség egyik faja.
Koreában és Japánban honos, 1–2 m magasra növő, lombhullató cserje. A kerti hortenzia (Hydrangea macrophylla) közeli rokona, úgyhogy egyesek a kerti hortenzia alfajának tekintik.
Lapított bugavirágzatában a meddő virágok fehérek, rózsaszínűek vagy kékek.

## Kertészeti változatok
- 'Bluebird' – Halványlila vagy kék virágai hosszú ideig nyílnak a laza, lapos bugavirágzatokban. Levelei ősszel kivörösödnek.
- 'Preziosa' – Csak 1–1,5 méteresre nő meg. A félárnyékot kedveli; kezdetben rózsaszín virágai sötét karmazsinpirosra színeződnek.